# NGC 2457
NGC 2457 è una galassia a spirale situata nella costellazione della Lince, a una distanza di circa 354 milioni di anni luce dalla nostra Via Lattea.

## Scoperta
La galassia è stata scoperta il 10 marzo 1874 dall'astronomo britannico Ralph Copeland.

## Descrizione
Nella sua descrizione della scoperta, Copeland indica che la debole galassia è situata a sud-ovest di NGC 2456. In quella porzione di cielo sono presenti le due galassie PGC 22161 e PGC 22171. Le coordinate della posizione indicate nella relazione di scoperta indicano un punto che è a metà strada tra i due oggetti, rendendo non univoca l'identificazione. Steinicke, NED, LEDA e Seligman scelgono la galassia più a ovest come NGC 2457, mentre SIMBAD e WikiSky fanno la scelta opposta, senza però indicare le ragioni della scelta.